# Рапід (Київ)
ХК «Рапід» — український хокейний клуб з міста Києва. У сезоні 2015—2016 виступав у Чемпіонаті України з хокею.
Домашні ігри проводив на Льодовій арені ТРЦ «Термінал» (м. Бровари). 
Офіційні кольори клубу зелений та білий.

## Історія
ХК «Рапід» був утворений у 2015 році під назвою ХК «Дженералз-2», як фарм-клуб ХК «Дженералз» (Київ). 
Команда заявилася в ЧУ і було оголошено конкурс на нову назву команди, котрий виграла компанія «Prag Car» (офіційний дилер Шкода в Києві та Київській області).
Клуб виступав у Чемпіонаті України з хокею сезону 2015—2016. ХК «Рапід» зайняв шосте місце (з восьми команд) під час регулярного сезону, таким чином не потрапив до Другого етапу розіграшу Чемпіонату.

## Склад команди
Склад команди сезон 2015-16.
Воротарі
1. Сергій Мандрикін, 5.10.1991
2. Володимир Степанков, 23.02.1990
3. Олег Хонін, 26.04.1994
4. Іван Александров, 23.10.1997

Захисники
1. Євген Борисов, 9.01.1996
2. Антон Гаврильченко, 31.12. 1994
3. Владислав Журавель, 28.06.1996
4. Станіслав Маслов, 26.11.1995
5. Олександр Мацібора, 4.04.1997
6. Богдан Ніженський, 28.07.1998
7. Сергій Ровинец, 16.07.1996
8. Ілля Романенко, 31.07.1996
9. Сергій Савчук, 11.12.1995
10. Денис Сєвастьянов, 23.12.1994

Нападники
1. Ілля Єловиков, 9.11.1987
2. Богдан Єфімов, 29.03.1995
3. Валдіс Андрєєв, 29.02.1996
4. Юрій Бобков, 24.03.1996
5. Артем Вербенко, 7.08.1996
6. Владислав Геращенко, 7.08.1993
7. Микола Дворник, 21.05.1995
8. Дмитро Коржилецький, 12.03.1994
9. Євген Марченко, 19.02.1990
10. Святослав Черниченко, 25.11.1995
11. Соломон Шапіро, 31.03.1996
12. Олексій Мадера, 30.08.1989
13. Олександр Попура, 29.08.1995
14. Карен Чобанян, 1.06.1995